# Saxifraga congestiflora
Saxifraga congestiflora är en stenbräckeväxtart som beskrevs av Adolf Engler och Irmscher. Saxifraga congestiflora ingår i Bräckesläktet som ingår i familjen stenbräckeväxter. Inga underarter finns listade i Catalogue of Life.